# Grange HC
Grange HC is een Schotse hockeyclub uit Edinburgh. Grange HC is een van de vier afdelingen van Grange Club. De andere zijn cricket, tennis en squash.
De club werd in 1905 opgericht als Edinburgh Northern Hockey Club en veranderde in 1972 de naam in Grange Hockey Club. Het is alleen een herenclub en het eerste team behoort tot de beste van Schotland. De club plaatste zich in 2007 voor de Euro Hockey League.